# Kurita Water Industries Ltd.
Kurita Water Industries Ltd. (яп. 栗田工業株式会社 Курита Уотэр Индастриз Лимитэд, TYO: 6370) — японский производитель реагентов и оборудования для водообработки/водоподготовки, а также процессорной химии.
Харуо Курита (Haruo Kurita), ранее служивший в ВМФ Японии, основал компанию в 1949 году. Первыми объектами применения реагентов стали котлы на судах ВМФ. В 50-х годах Kurita Water Industries расширяет диапазон своей деятельности и начинает работать на очистных сооружениях, заниматься химическими очистками оборудования (Kurita Engineering Co., Ltd.), а также предлагать техническое обслуживание. В своей второй декаде, 60-х годах, Kurita Water Industries развивается в направлении бумажной, нефтехимической и стальной промышленности. Начиная с середины 70-х до Kurita Water Industries открыла 14 зарубежных дочерних компаний. С 2003-го года Kurita Water Industries является частью «индекса природных акций» (Nature Stock Index).

## История
- 1949 — Основание компании, начало продаж реагентов для обработки котловой воды
- 1951 — Создание первого научно-исследовательского центра
- 1953 — Начало производства реагентов для химической очистки оборудования
- 1958 — Расширения спектра технического обслуживания
- 1961 — Акции компании представлены в первой секции на Токийской фондовой бирже и на Осакской бирже ценных бумаг
- 1962 — Создание второго научно-исследовательского центра
- 1965 — Создание линейки реагентов для процессорной химии
- 1973 — Выход на рынок производства электроники
- 1985 — Создание третьего научно-исследовательского центра
- 1991 — Развёртывание деятельности по восстановлению почвы
- 2001 — Основание дочерней компании «Land Solution Inc.», занимающейся консультациями по вопросам восстановления почвы
- 2002 — Снабжение ультрачистой водой — одно из новых приоритетных направлений
- 2004 — Основание «Kurita Water Industries (Suzhou) Ltd.» в Китае
- 2005 — Создание четвёртого научно-исследовательского центра
- 2015 — Приобретение подразделений по производству реагентов для водоподготовки/водообработки, бумажной промышленности и продуктов на базе алюминия немецкой компании «BK Giulini GmbH» и основание «Kurita Europe APW GmbH»

## Деятельность
Компания осуществляет деятельность по двум направлениям:
- Реагенты для обработки воды (Water Treatment Chemical) — производство и продажа реагентов и оборудования для обслуживания бойлеров, охладителей воды и кондиционеров, а также для переработки нефти, переработки сточных вод, для бумажной промышленности и так далее.
- Оборудование для очистки воды (Water Treatment Equipment) — производство и продажа систем для получения сверхчистой (дистиллированной) воды, очистки сточных вод, опреснения морской воды[3].

## Руководство
С 2011 года Kurita Water Industries Ltd. возглавляет президент Тошиюки Накаи (Toshiyuki Nakai); в компании с 1979 года.

## Продукция
| Оборудование                               | Реагенты                                |
| ------------------------------------------ | --------------------------------------- |
| Системы для производства ультрачистой воды | Реагенты для обработки котловой воды    |
| Системы для обработки воды                 | Реагенты для обработки охлаждающей воды |
| Системы для обработки стоков               | Реагенты для обработки сточных вод      |
| Системы для рекуперации воды               | Процессная химия                        |